# يوريس فان أوفريم
يوريس فان أوفريم (بالهولندية: Joris van Overeem) (مواليد 1 يونيو 1994) هو لاعب كرة قدم هولندي يجيد اللعب في مركز خط الوسط ويلعب أيضًا كلاعب خط وسط مهاجم ولاعب خط وسط دفاعي , ويلعب حاليًا لنادي آي زد ألكمار الهولندي.

## بطولات وإنجازات اللاعب
- بطولة أوروبا تحت 17 سنة لكرة القدم: 2011

## روابط خارجية
- يوريس فان أوفريم على موقع قاعدة بيانات كرة القدم.إي يو (الإنجليزية)
- يوريس فان أوفريم على موقع Soccerway.com (الإنجليزية)
- يوريس فان أوفريم على موقع عالم كرة القدم.نت (الإنجليزية)
- يوريس فان أوفريم على موقع AS.com (الإسبانية)

- Joris van Overeem